# مودیبو دیاکیت
مودیبو دیاکیت (انگلیسی: Modibo Diakité؛ زادهٔ ۲ مارس ۱۹۸۷) بازیکن فوتبال اهل فرانسه است.
از باشگاه‌هایی که در آن بازی کرده‌است می‌توان به باشگاه ورزشی لاتزیو، باشگاه فوتبال فروزینونه، باشگاه فوتبال کالیاری، باشگاه فوتبال ساندرلند، باشگاه فوتبال سمپدوریا، باشگاه فوتبال دلفینو پسکارا، باشگاه فوتبال فیورنتینا، و باشگاه فوتبال دپورتیوو لاکرونیا اشاره کرد.